# Teaser (album d'Angela Bofill)
Pour les articles homonymes, voir Teaser.
Albums de Angela Bofill
Too Tough
(1983) Let Me Be the One
(1984)
Singles
Teaser est le cinquième album de Angela Bofill, sorti en 1983 sur Arista Records.

## Liste des titres
1. Special Delivery
2. Call of the Wild
3. Nothin' But a Teaser
4. I'm On Your Side
5. Penetration
6. You're a Special Part of Me
7. Still a Thrill
8. Gotta Make it Up to You
9. Crazy for Him